# 清水アキラ
清水 アキラ（しみず アキラ、1954年6月29日 - ）は、日本のものまねタレント、お笑いタレント。本名は清水 章（読み同じ）。清水エイジェンシー所属。

## エピソード
来歴
長野県下高井郡山ノ内町出身。
設計事務所を営んでいた父の影響を受け、家業を継ぐため建築家を目指し足利工業大学工学部機械工学科に進学するも、20歳の時に父親が他界し、中退。『ぎんざNOW!』のオーディションに合格し「コメディアン道場」5週連続チャンピオンを達成。『ぎんざNOW!』の出演を機にバラエティ番組に出演するようになり、後にコメディアン道場のチャンピオン同士でザ・ハンダースを結成。ザ・ワイルドワンズの「想い出の渚」をリメイクするなどのヒット曲を生み出す。「想い出の渚」ではこの年の賞レースをサザンオールスターズの『勝手にシンドバッド』と争い、日本有線放送大賞の新人賞を受賞した。
ハンダースの解散後に清水国明に弟子入りし、あのねのね事務所に所属する。そして『ものまね王座決定戦』でものまねタレントとしてブレイク。ものまね四天王の1人となり、ビジーフォーと並ぶ最多の優勝5回を達成しており、『爆笑そっくりものまね紅白歌合戦スペシャル』でも数回大トリを務めている。布施辰徳がデビューしてからは、何度も敗退しており、ようやく真面目なネタ・世良公則で勝利している。
ものまね芸・その他の特技
顔にセロハンテープを貼り、本人そっくりに見立てる「セロテープ芸」を得意とする。研ナオコ、谷村新司、春日八郎、坂田利夫などのレパートリーが有名である。営業先の控え室に置いてあったセロテープを顔に貼って遊んでいたところ、マネージャーから研に似ていると言われたのが始めたきっかけで、「ヒゲを描いたら谷村、鼻を潰したりサングラスをかけたら春日や井上になったわけ。これを発見した時はもう小躍りしたね」と語っている。貼るテープの長さは研と谷村は5cm、井上は7cmだという。
村田英雄の物真似も得意とし、「村田だ」というフレーズを各所に入れ、『浪花節だよ人生は』では口を手のひらで叩いて口鼓を披露し笑いを誘った。村田本人にもその芸を気に入られ、1995年に村田が病に倒れ晩年体調が悪い中でも、無理を押して清水のためにご本人登場でステージに立ち共演していたほどだった。村田から「清水が村田、村田って宣伝してくれたおかげでみんなに僕のことが知れ渡って、すごくありがたい」と労いの言葉をかけられ、「村田さんが大きな心で見守ってくれたから、ここまでやってこれたんだと思う」と語っている。
橋幸夫では女性用水着を着てTバックで踊りながら唄う、北島三郎に至ってはブラジャーにふんどし姿でお尻にドーランを塗るほか、五木ひろしや山本譲二のまねなどで下ネタとともにものまねを披露することが多く、特に審査員だった淡谷のり子からはまさに下ネタ嫌いで「下品。嫌い」と酷評されていた。他の審査員が全員10点をつけても淡谷からは事実上の最低点である8点をつけられることも多く、清水は「俺の満点は98点だから」と語っている。なお、春日や世良の様に下ネタなしで真面目に披露すれば淡谷から相応の評価を受けていた。原因は淡谷が好まない下品なモノマネを披露したためで、逆にコロッケはコミカルな淡谷を披露した事から淡谷に気に入られ「いいですね」と評されている。
特技は4歳から始めたスキーで、高校1年から5年連続で国体に出場した。そのためテレビ番組でもスキーテクニックを披露したり、1997年には英知出版から『清水アキラのスキー絶対上達講座』と題するビデオ教本（VHS）を発表している。千葉晴久主宰のフロンティア・レーシングに所属し、プロスキーレーサーとして活動していた時期もある。海和俊宏とは大学時代からの知り合いで、自身のYouTubeチャンネルでもたびたびコラボしている。
2000年代頃からは油絵も嗜んでおり、加山雄三や日野皓正等の絵を見て勉強し、テクニックを積んでいき、ついには個展を開くほどの腕前になった。主に風景画を描き、個展で35万円の作品が売れたこともある。
『爆笑そっくりものまね紅白歌合戦スペシャル』でも過去に二度、井上陽水や上田正樹のものまねをし楽曲を歌いながら、筆の代わりにスポンジを使用してキャンバスに歌詞の世界観に準じたオリジナル油絵を製作・完成させ、出演者を驚かせたこともある。一度目は2009年4月7日放送分で『リバーサイドホテル』（井上陽水）、二回目は2010年1月5日放送分で『悲しい色やね』（上田正樹）を歌唱している。また、ブログにも自作の油絵をたびたび掲載している。
2003年に栗田貫一とお笑いコンビ「アキカン」を結成。
2009年12月から箱根湯本温泉の旅館「天成園」と年間契約を結び1年間住み込み、ほぼ毎日ものまねショーを行った。清水は「オーナーから『ショーを毎日でもやってほしい』と言われ、こんなにありがたい話はないと思った」「“都落ち”だと週刊誌に書かれたこともあったけど全然気にしなかった。やりたいことをやっているんだから気にしない。むしろ移動がない分、芸について一日中考えられたし、磨く時間もたっぷりあった。俺の人生の中でとても貴重な体験ができた」と語っている。
主な弟子になかじままり、ジェニーいとうらがいる。
同じ大学出身で『ぎんざNOW!』でも共演した歌手・清水健太郎の芸名の名付け親である。
家族構成
六本木の喫茶店「マイアミ」で出会った女性と1979年に結婚。長男は航空会社勤務のパイロットで、次男は大学卒業後に父親のマネージャーになり、清水エイジェンシー（代表取締役・清水アキラ）の取締役も務める。三男は清水良太郎で『爆笑そっくりものまね紅白歌合戦スペシャル』やものまね王座決定戦などにて、親子共演もしている。
ものまね番組引退・卒婚・三男の逮捕
2012年7月15日、「来年いっぱいで、ものまねからは離れようかな。ちょっと休もうと思っています。それと、自分がふたをしてると息子が育たない。ものまねの審査員とかはしたいけど」と話した。
2013年11月19日、アーノルド・シュワルツェネッガー主演映画『ラストスタンド』のDVD＆Blu-ray発売記念イベントにて、モノマネ番組から引退を宣言した事について「これが“最後のお立ち台（ラストスタンド）”なんですか？」と、MCから振られると、「引退するとかじゃなくて、ちょっと休んで芸能界を後ろから見てみようかなと。ホッとしたい。ローンも終わったんでね。昔はローンレンジャーと呼ばれていましたから」と、笑いを取る。あらためて、「35年やってきて、若い子にバトンタッチしなきゃなと。芸能人はサラリーマンと違い定年がないから、区切りが必要。60（歳）を区切りに。そうしないと、ずるずるいっちゃうんだな」と真意を明かす。ただ、「お呼びがかかれば行きますけど、引退するわけではない」と、強調した。
2013年11月21日、『ノンストップ!』に出演。19日のイベントで自らが発した“卒婚”が離婚騒ぎになっていることについて「ただ結婚生活の卒業です」と説明するとともに「まさかこんなオオゴトなことになるとは……」と困惑していることを明かした。長野県山ノ内町に移住し、東京と長野を行き来しながら仕事をしていた清水は「好きな魚釣りや家を直したりしているだけ。決して単身赴任などというものではない」と悠々自適な生活を楽しんでいる現況を話した。それに対して、34年間連れ添った妻は「私は（長野での生活は）ダメだな」と東京住まいを選択したと続けた。これが「離婚か？別居か？」と騒がれたことに「そもそも夫婦仲が良くないのなら私は長野にはいかないです」と離婚危機について完全否定した。
2013年12月28日放送の『最強トーナメント2013 ものまね王座大決定戦 新王者誕生スペシャル!!』をもって、『ものまね王座決定戦』および『爆笑そっくりものまね紅白歌合戦スペシャル』を卒業（降板）した。
2015年3月16日、『私の何がイケないの?』に出演。「卒婚」のため移住した長野県にほとんど帰らず、東京都内で生活していることが明らかになった。「卒婚を卒業しようと思って」と語った。「いい形ができたよねって言ってたんだけど（卒婚による一人暮らしは）実際やってみると大変だね。洗い物は洗わないし、洗濯物は洗濯しないし」と語った。清水は妻の大切さを再認識。妻が出掛ける時には「チューしてかなきゃマズいだろ」と結婚36年目にして新婚時代を取り戻している。
2017年10月12日、三男の良太郎が覚せい剤取締法違反の疑いで逮捕され、同日夜、自宅前で会見を開き、「良太郎は事務所をクビにする」と発言し、自分自身の体罰を伴った子育てのありかたを上げ、それが良太郎を嘘つきにしたと反省の弁を述べた。さらに、「もう信じることもできない」「話もしたくない」「面会に行く予定もない」と涙ながらに厳しく言い放ちながらも、「自分の子供だから、清水家はもう一度最初からやり直しです」と語り、約30分の会見は終わった。良太郎はその後、2021年4月に妻に対する傷害容疑で再び逮捕されている。
馬主
地方競馬の馬主だった時期もあり、本名の清水章名義でモノマネスペシャル、モノマネチャンプなどの競走馬を所有していた。「ニシノ」の冠名で知られる馬主・西山茂行とも親交がある。

### 主なものまねレパートリー
- 村田英雄
- 林家三平
- 青江三奈
- 春日八郎
- 五木ひろし
- 谷村新司
- 堀内孝雄
- 橋幸夫
- 研ナオコ
- 淡谷のり子
- 井上陽水
- 宇崎竜童
- 北島三郎
- 坂田利夫
- ブルース・リー
- ケーシー高峰
- トニー谷
- 牧伸二
- 植木等
- 世良公則
- 加山雄三
- アレグリア
- 榎本健一
- 花菱アチャコ
- 美輪明宏
- 上田正樹
- 森進一
- 左卜全
- ポパイ
- 和田アキ子
- 清水健太郎
- 高見山大五郎
- 越路吹雪
- 淀川長治
- 前川清
- 大橋巨泉
- 堺正章
- 森田健作
- 藤山寛美
- 正司花江
- 加藤茶
- 小柳ルミ子
- 安田祥子
- 山本譲二
- 桑田佳祐
- 麻生太郎
- 上田吉二郎
- 忌野清志郎
- 宮路オサム
- レイ・チャールズ
- とんねるず
- 舘ひろし
- 水前寺清子
- 田中邦衛
- サミー・デイヴィスJr.
- 南こうせつ
- 田端義夫
- 嘉門達夫
- 松田聖子
- かまやつひろし
- 一節太郎
- デーモン閣下
- 松鶴家千とせ
- ディーン・マーティン
- 新沼謙治
- 美空ひばり
- 舟木一夫
- 森田公一
- 桂銀淑
- BORO
- 西城秀樹
- 泉谷しげる
- 植田芳暁
- 高松しげお
- 布施明
- フランク・シナトラ
- 菅原文太
- 沢田研二
- 玉置浩二
- アゴ勇
- ニック・ニューサ
- 桑名正博
- 杉良太郎
- 近藤真彦
- 森高千里
- 佐川満男
- 輪島功一
- 岸千恵子
- 岡本信人
- 稲垣潤一
- 勝新太郎
- 郷ひろみ
- ちあきなおみ
- 富士真奈美
- 青空球児・好児 等

## 出演作品
- ぎんざNOW!（TBS） - 素人コメディアン道場のコーナーでデビュー。その後、ザ・ハンダースを結成した。
- お笑いスター誕生!!（日本テレビ） - 第3回オープントーナメントサバイバルシリーズに「アキラバンド」として出場、1回戦敗退。第4回オープントーナメントサバイバルシリーズにピンで出場するも再び、1回戦敗退。
- ものまね王座決定戦（フジテレビ）
- 爆笑そっくりものまね紅白歌合戦スペシャル（フジテレビ）
- なるほど!ザ・ワールド（フジテレビ）
- 世界の超豪華・珍品料理（フジテレビ）
- 暴れん坊将軍Xシリーズ 与之介役（テレビ朝日）
- とんねるずのみなさんのおかげです（フジテレビ） - 『サンダーバード』のパロディコント「サンバーダード」のアキラ・シミズ隊員を演じた。
- ものまね珍坊（フジテレビ） - CMパロディですぐ全裸（主に谷村新司の物真似で）になるのが恒例だった。
- ことしの牡丹はよいぼたん（1983年、フジテレビ）
- 花王名人劇場「ものまね刑事」（1989年、フジテレビ）
- 浅見光彦シリーズ 第10作「隠岐伝説殺人事件」（1998年、TBS）
- おもしろサタデーみんなでDON!（富山テレビ放送）
- 王道バラエティ つかみはOK!（TBS）
- 遊びはDO!?（テレビ東京）
- はぐれ刑事純情派（2000年、テレビ朝日）第13シリーズ15話 - 君子役
- 金曜バラエティー（2007年6月15日、NHK総合[21]

## CD
- ラーメンブルース（青江三奈とのデュエットソング。三共（現・第一三共）が発売した低カロリーカップ麺「メルビオラーメン」のCMソングに使われた）
- 今この道を（2007年11月21日発売のシングル）
- 空き缶の唄（1998年4月22日発売のシングル)

## 書籍
- 清水アキラのバカと呼ばれたい！ 我輩は反省だらけのパパである（1991年6月、主婦と生活社）ISBN 4391113570
- 清水アキラのスキー絶対上達講座（1998年1月、メディア・クライス）ISBN 4894610744
- パピィ（1998年9月、近代映画社）ISBN 4764818698
- 卒婚 ~あたらしい愛のかたち~（2014年8月21日、双葉社）ISBN 4575307211

## 関連人物
- ブラザー・コーン（バブルガム・ブラザーズ） - 弟子仲間
- 清水敬子 - 同上・師匠夫人
- 清水明実 - 同上・師匠息女
- 藤田亨 - 同上